# Gunhild Hoffmeister

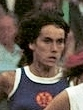
Gunhild Hoffmeister (1972)

Gunhild Hoffmeister (* 6. Juli 1944 in Forst (Lausitz), Brandenburg) ist eine ehemalige deutsche Leichtathletin und Olympiamedaillengewinnerin, die für die DDR drei olympische Medaillen im Mittelstreckenlauf gewann: Bei den Olympischen Spielen 1972 in München wurde sie im 1500-Meter-Lauf Zweite und Dritte im 800-Meter-Lauf. Bei den Olympischen Spielen 1976 in Montreal belegte sie nochmals den zweiten Platz im 1500-Meter-Lauf.

## Karriere
Als bisher einzige aller deutschen Mittel- und Langstreckenläufer errang sie drei olympische Medaillen. Neben Hans Grodotzki ist sie außerdem die einzige unter den deutschen Läufern, die bei ein und denselben Olympischen Spielen zwei Medaillen in einem Einzelwettbewerb gewann.
Gunhild Hoffmeister begann erst mit 20 Jahren mit der Leichtathletik, während ihrer Ausbildung zur Lehrerin. Ihren ersten größeren Wettkampf bestritt sie als Barfußläuferin bei den Waldlaufmeisterschaften der DDR.
Sie startete für den SC Cottbus, ihr Trainer war Friedrich Janke (Vizeeuropameister 1962 über 10.000 Meter). 1967 wurde sie Mutter einer Tochter. Zwei Jahre später, 1969, nahm sie das erste Mal an einem internationalen Höhepunkt, den Europameisterschaften in Athen, teil. Sie hatte bei einer Größe von 1,73 m ein Wettkampfgewicht von 56 kg.
Nach den Olympischen Spielen 1976 beendete sie ihre Sportlerlaufbahn und war stellvertretende Leiterin der Kinder- und Jugendsportschule Cottbus. Später war sie im Sport- und Erholungszentrum in Berlin und im Bundesvorstand des DTSB der DDR tätig. Nach dem Ende der DDR arbeitet sie als Rehabilitations-Sportlehrerin in Berlin.

## Weitere sportliche Erfolge
- 1971: Europameisterschaften in Helsinki, 2. Platz im 1500-Meter-Lauf (stürzte im 800-Meter-Lauf)
- 1972: Halleneuropameisterschaften in Grenoble: 1. Platz im 800-Meter-Lauf; Weltrekord im 1000-Meter-Lauf: 2:35,9 min (20. August, Potsdam)
- 1974: Europameisterschaften in Rom: 1. Platz im 1500-Meter-Lauf, 2. Platz im 800-Meter-Lauf; Halleneuropameisterschaften in Göteborg: 3. Platz im 800-Meter-Lauf

## Auszeichnungen (Auswahl)
- 1972: Vaterländischer Verdienstorden in Bronze
- 1974: Vaterländischer Verdienstorden in Silber
- 1976: Vaterländischer Verdienstorden in Gold[2]

## Darstellung Gunhild Hoffmeisters in der bildenden Kunst der DDR
- Rainer Mersiowsky: Gunhild Hoffmeister (1979, Öl)[3]